# Herb powiatu wołomińskiego
Herb powiatu wołomińskiego – jeden z symboli powiatu wołomińskiego, ustanowiony 11 września 2001.

## Wygląd i symbolika
Herb przedstawia na tarczy dwudzielnej w pas w polu górnym czerwonym - pół mazowieckiego Orła Białego, w polu dolnym błękitnym błękitnej postać św. Michała Archanioła w złotej zbroi trzymającego w prawej dłoni płomienisty miecz, a w lewej czerwoną wagę (symbol zwycięstwa wojsk polskich nad bolszewikami w 1920 roku pod Ossowem i Radzyminem.